# Měrkovice
Měrkovice (německy Mierkowitz) je vesnice, část obce Kozlovice v okrese Frýdek-Místek. Nachází se asi 2 km na severozápad od Kozlovic. V roce 2009 zde bylo evidováno 84 adres. V roce 2001 zde trvale žilo 220 obyvatel.
Měrkovice je také název katastrálního území o rozloze 1,38 km2.

## Název
Název vesnice byl odvozen od jména hukvaldského purkrabího Ondřeje Měrky (jméno (příjmení) Měrka vzniklo buď jako domácká podoba jména Měroslav nebo je totožné s nářečním měrka - "míra na odměřování obilí").

## Historie
První písemná zmínka o vesnici pochází z roku 1789 parcelací vrchnostenského dvora.